# Liste der Kellergassen in Gedersdorf
Die Liste der Kellergassen in Gedersdorf führt die Kellergassen in der niederösterreichischen Gemeinde Gedersdorf an. Sie enthält auch zwei Kellergassen, die sich teilweise über Nachbargemeinden von Gedersdorf erstrecken: Teile der Kellergasse an der Bundesstraße liegen in den Gemeinden Langenlois und Hadersdorf-Kammern, Teile der Kellergasse Marchgasse liegen in der Gemeinde Rohrendorf bei Krems.
| Foto |                 | Kellergasse                 | Standort                                                | Beschreibung |
| ---- | --------------- | --------------------------- | ------------------------------------------------------- | --- |
| ja   | Datei hochladen | an der Bundesstraße         | KG: Gedersdorf, Gobelsburg, Hadersdorf am Kamp Standort | Die einseitige Einzelkellergasse liegt an einer Geländekante an der Nordseite der Bundesstraße zwischen Hadersdorf am Kamp und Gedersdorf, dabei liegen einige Keller auch am Südrand der Gemeinde Langenlois. Auf zwei Kilometern Länge befinden sich 111 mehrheitlich traufständige Objekte. Die älteste Datierung stammt von 1713.        |
| ja   | Datei hochladen | Holzgasse                   | KG: Gedersdorf Standort                                 | Die beidseitige Einzelkellergasse liegt nordwestlich außerhalb der Ortschaft, teils an einer Geländekante, teils in einem Graben. Die Kellergasse ist etwa 350 Meter lang. (Schmidbaur fasste sie mit der weiter westlich liegenden Weidgasse zusammen und zählte so auf insgesamt 1400 Metern Länge 73 mehrheitlich traufständige Objekte.) |
| ja   | Datei hochladen | Marchgasse                  | KG: Gedersdorf, Rohrendorf bei Krems Standort           | Die beidseitige Einzelkellergasse liegt in einem Graben, knapp einen Kilometer westlich von Gedersdorf – die Westseite dieser Kellergasse liegt bereits auf dem Gebiet der Gemeinde Rohrendorf bei Krems. Auf 200 Metern Länge befinden sich 20 mehrheitlich traufständige Objekte. Die älteste Datierung stammt von 1849.                   |
| ja   | Datei hochladen | Reisenthal                  | KG: Gedersdorf Standort                                 | Die großteils einseitige Einzelkellergasse liegt in einem Graben, etwa einen halben Kilometer westlich von Gedersdorf. Auf 150 Metern Länge befinden sich neun mehrheitlich traufständige Objekte. Die älteste Datierung stammt von 1836. |
| ja   | Datei hochladen | Schäffgasse                 | KG: Gedersdorf Standort                                 | Die beidseitige Einzelkellergasse liegt in einem Hohlweg, etwa 750 Meter westlich der Ortschaft. Auf 200 Metern Länge befinden sich zwölf mehrheitlich traufständige Objekte. |
| ja   | Datei hochladen | Weidgasse (auch: Weitgasse) | KG: Gedersdorf Standort                                 | Die beidseitige Einzelkellergasse liegt in einem Graben, etwa 400 Meter westlich der Ortschaft. Die Kellergasse ist etwa 350 Meter lang. (Schmidbaur fasste sie mit der weiter östlich liegenden Holzgasse zusammen und zählte so auf insgesamt 1400 Metern Länge 73 mehrheitlich traufständige Objekte.)                                    |
| ja   | Datei hochladen | Leithenweg                  | KG: Gedersdorf Standort                                 | Die einseitige Einzelkellergasse verbindet die Kellergassen Holzgasse, Weitgasse, Reisenthal, Schöffgasse und Marchgasse an deren südlichem Ende. |

| Foto:                    | Fotografie der Kellergasse (Gesamtheit). Klicken des Fotos erzeugt eine vergrößerte Ansicht. Daneben finden sich zwei Symbole: \| Weitere Bilder vorhanden \| Das Symbol bedeutet, dass weitere Fotos des Objekts verfügbar sind. Durch Klicken des Symbols werden sie angezeigt. \| \| Eigenes Foto hochladen \| Durch Klicken des Symbols können weitere Fotos des Objekts in das Medienarchiv Wikimedia Commons hochgeladen werden. \| |
| Name:                    | Bezeichnung der Kellergasse |
| Standort:                | Es ist die Katastralgemeinde (KG) angegeben. Durch Aufruf des Links Standort wird die Lage der Kellergasse in verschiedenen Kartenprojekten angezeigt. |
| Beschreibung             | Kurze Beschreibung der Kellergasse |
| Weitere Bilder vorhanden | Das Symbol bedeutet, dass weitere Fotos des Objekts verfügbar sind. Durch Klicken des Symbols werden sie angezeigt. |
| Eigenes Foto hochladen   | Durch Klicken des Symbols können weitere Fotos des Objekts in das Medienarchiv Wikimedia Commons hochgeladen werden. |